# André Gevers
Pour les articles homonymes, voir Gevers.
André Gevers (né le 19 août 1952 à Schijndel) est un coureur cycliste néerlandais, professionnel entre 1976 et 1983. 

## Palmarès sur route

### Palmarès amateur
- 1973
  - 1re étape du Trophée Peugeot de l'Avenir
- 1975
  -  Champion du monde sur route amateurs
  - Circuit de la Flandre zélandaise : 
    - Classement général
    - 4e étape

  - Circuit de Baronie
  - Seraing-Aix-Seraing
  - Tour de Suisse orientale
  - 3ea étape du Tour de Hollande-Septentrionale (contre-la-montre)
  - 9ea étape de l'Olympia's Tour (contre-la-montre)
  - Flèche d'or (avec Alfons van Katwijk)
  - 2e de l'Olympia's Tour

### Palmarès professionnel
- 1976
  - 3eb étape du Circuit de la Sarthe
  - 3e étape du Tour d'Indre-et-Loire
  - 3e étape du Tour des Pays-Bas
  - 3e de Paris-Camembert
  - 3e de Paris-Bourges
- 1977
  - 3e étape du Circuit de la Sarthe
- 1978
  - 3e du Tour de Majorque

## Palmarès sur piste
- 1975
  - 2e du championnat des Pays-Bas de poursuite amateurs
- 1977
  - 3e du championnat des Pays-Bas de poursuite

## Palmarès en cyclo-cross
- 1976-1977
  - 2e du championnat des Pays-Bas de cyclo-cross

## Distinctions
- Cycliste espoirs néerlandais de l'année : 1975